# Okutama (Tokio)
Okutama (jap. 奥多摩町, -machi) ist ein Dorf im Landkreis Nishitama in der Präfektur Tokio, Japan.

## Geografie
Okutama liegt inmitten des gleichnamigen Berglandes, dessen höchste Erhebung der Kumotori mit 2.017 m ist. Längs des Ishione, einem vom Kumotori ausgehenden Gebirgskamm, liegen einige der höchsten Gipfel in Okutama. Durch das Tal südlich des Ishione fließt der Tama, von dem sich auch der Name des Ortes und der Gegend („Innerer Tama“) herleitet.
Am Westrand des Stadtgebiets liegt der Okutama-See, der an dessen Ostende an der Ogōchi-Talsperre (小河内ダム) durch den Tama entwässert wird. Im Ortsteil Shiromaru befindet sich der Shiromaru-See, ein Stausee des Tama durch die Shiromaru-Talsperre (白丸ダム).

## Geschichte
Die Gemeinde hieß ursprünglich Hikawa und wurde am 11. Februar 1940 zur machi (氷川町) ernannt. Am 1. April 1955 schlossen sich Hikawa sowie die Dörfer (mura) Kori (古里村, -mura) und Ogōchi (小河内村, -mura) zur Gemeinde Okutama zusammen.
1957 wurde der Bau der 1936 begonnenen Ogōchi-Talsperre abgeschlossen.

## Sehenswürdigkeiten
Sehenswürdigkeiten sind der Okutama-See, die Hatonosu-Schlucht (鳩ノ巣渓谷), die Nippara-Tropfsteinhöhle (日原鍾乳洞) und der Ogōchi-no-Kashima-Odori (小河内の鹿島踊), ein Tanz der jedes Jahr am 15. September am Ogōchi-Schrein (小河内神社) aufgeführt wird und als wichtiges immaterielles Kulturgut ausgezeichnet wurde.

## Verkehr
Die Ōme-Linie der JR East hält an den Bahnhöfen Kawai (川井駅, -eki), Kori (古里駅, -eki), Hatonosu (鳩ノ巣駅, -eki), Shiromaru (白丸駅, -eki) und Oku-Tama (奥多摩駅, -eki).
An das Fernstraßennetz angeschlossen ist Okutama mit den Nationalstraßen 139 und 411. Bei ersterer bildet es einen Endpunkt, während der Startpunkt in Fuji in der Präfektur Shizuoka liegt. Die Nationalstraße 411 wiederum verbindet Hachiōji in der Präfektur Tokio mit Kōfu in der Präfektur Yamanashi.

## Bildung
In der Stadt gibt es die beiden städtischen Grundschulen Hikawa und Kori sowie die beiden städtischen Mittelschulen Hikawa und Kori.

## Städtepartnerschaften
- Kreis Chun’an der Stadt Hangzhou